# Ralph Hamers
Ralph Adrianus Joseph Gerardus Hamers (Simpelveld, 25 mei 1966) is een Nederlands bankier. Hij was van november 2020 tot 5 april 2023 bestuursvoorzitter bij UBS. Tussen oktober 2013 en juni 2020 vervulde hij die functie bij ING Groep. Sinds oktober 2024 is Hamers als extern senior adviseur verbonden aan het digitale vermogensbeheerplatform Arta Finance.

## Biografie
Hamers groeide op in Simpelveld in Zuid Limburg. Het gezin bestond uit vader die bij de staatsmijnen werkte, moeder en drie broers. Hamers studeerde bedrijfseconometrie aan de Universiteit van Tilburg. Hij begon zijn carrière als onderzoeker aan deze universiteit. Daarna werkte hij korte tijd als logistiek manager voor General Motors Belgium in Antwerpen. Na een korte periode in de accountancy begon hij in 1989 aan een stage bij ABN AMRO.

### ING
Hamers startte zijn carrière bij ING in 1991. Hij begon zijn carrière bij het onderdeel Structured finance. Hij bekleedde binnen de bank in Nederland en Oost-Europa een klein dozijn verschillende functies. In 2005 werd hij bestuursvoorzitter van ING Bank in Nederland. In 2007 werd hij benoemd tot Global Head of Commercial Banking Network. Daarna was hij in 2010 Head of Network Management voor Retail Banking ING Direct & International. Op 1 maart 2011 werd hij bestuursvoorzitter van ING België in opvolging van Erik Dralans, waar hij zich onder meer bezighield met het saneren van het kantorennetwerk, waarbij 40 van de 773 vestigingen werden gesloten en 1000 banen verdwenen. Op 1 mei 2013 trad hij toe tot de raad van bestuur van de gehele ING Groep, waarvan hij op 1 oktober van dat jaar bestuursvoorzitter werd in opvolging van Jan Hommen. Als bestuursvoorzitter van ING Groep hield hij zich bezig met de beursgang van verzekeringstak NN Group en met het vervroegd aflossen van de in de kredietcrisis ontvangen staatssteun, een halfjaar eerder dan afgesproken.
Hamers transformeerde ING “van een relatief traditioneel instituut tot een bank met vernieuwing in zijn genen”, stelde het FD vast. Sindsdien gold ING dan ook als “een voorbeeld van vernieuwing in de financiële sector”. Daarvan was Hamers de grote aanjager. Onder zijn leiding investeerde ING fors in nieuwe technieken, opende het een kweekvijver voor talenten op technologisch vlak en richtte het een fintech-fonds op. Hamers groeide daardoor internationaal uit tot het gezicht van het nieuwe bankieren.
ING raakte in september 2018 in opspraak nadat bekend werd dat ING Nederland met de Nederlandse justitie een recordschikking had getroffen van 775 miljoen euro, omdat het had tekortgeschoten in het voorkomen van het witwassen van honderden miljoenen euro's zwart geld door klanten van de bank, gedurende de periode van 2010 tot 2016. Op verzoek van de Tweede Kamer legde Hamers hier verantwoording over af, waarbij hij aangaf de gang van zaken te betreuren. “Ik kan wat daar fout is gegaan niet terugdraaien”, aldus Hamers. “Ik kan wel zeggen dat ik het heel erg vind. En dat vind ik ook.”

### UBS
In februari 2020 werd Hamers' overstap naar de Zwitserse bank UBS bekendgemaakt. Op 30 juni 2020 vertrok hij bij ING Groep, op 1 september trad hij toe tot het bestuur van UBS en op 1 november 2020 volgde hij de Zwitser Sergio Ermotti op als directievoorzitter. Hij ging bij UBS – destijds de op twee na grootste vermogensbeheerder ter wereld – ongeveer 12,7 miljoen euro per jaar verdienen.
Hamers was aangenomen om de strategie fijn te slijpen, het vermogensbeheer te digitaliseren en de hiërarchische cultuur bij UBS te doorbreken. UBS maakte nog nauwelijks gebruik van technologische innovatie en was uitgegroeid tot een organisatie waarin weinig plek was voor input of feedback aan hoger geplaatsten. Hamers doorbrak dit rangensysteem en transformeerde de bank. Zo zorgde hij voor meer diversiteit in de organisatie, met name in managementfuncties. Ook behaalde UBS onder Hamers’ leiding “goede financiële resultaten”, meldde De Telegraaf in 2023, en steeg de beurswaarde van de bank sinds zijn aantreden met circa 75 procent, ondanks “forse tegenwind door geopolitieke en macro-economische ontwikkelingen”.

#### Overname Credit Suisse door UBS
In maart 2023 nam UBS het in financiële moeilijkheden geraakte Credit Suisse over voor 3 miljard Zwitserse frank (omgerekend 3,03 miljard euro). De fusie van Credit Suisse en UBS was de grootste bankenfusie in meer dan twintig jaar. De Zwitserse overheid, centrale bank en toezichthouders hadden zware druk uitgeoefend; ze wilden niet dat Credit Suisse in buitenlandse handen zou komen. Daardoor kon Hamers harde voorwaarden stellen, mede ook omdat UBS helemaal niet op een fusie met Credit Suisse zat te wachten. 
In de vijf dagen en nachten durende spoedonderhandelingen kwamen Hamers en president-commissaris Colm Kelleher zowel een overnameprijs per aandeel – ver onder de beurskoers – als garantstellingen overeen. De regering bood maximaal 9 miljard Zwitserse frank verliesgarantie en de centrale bank 100 miljard Zwitserse frank aan ‘liquiditeitssteun’.

#### Vertrek bij UBS
Op 29 maart werd bekend dat Hamers zijn functie als directievoorzitter per 5 april neerlegde. Hij werd opgevolgd door zijn voorganger, de Zwitser Sergio Ermotti, die volgens president-commissaris Kelleher "het betere paard" was om de uitdagingen waar UBS mee te maken kreeg, aan te gaan. De gedwongen overname betekende dat de taakomschrijving van de bestuursvoorzitter veranderde. Het FD vatte de nieuwe agenda samen als “puinruimen, integreren en consolideren”. Een proces dat Ermotti in zijn vorige periode aan het hoofd van UBS al eens met succes had begeleid.
Daarnaast concludeerde NRC in een analyse: “Misschien wel het belangrijkste feit uit het cv van Ermotti dat hem tot ‘beter paard’ maakt dan Hamers: hij is een Zwitser.” De overname van Credit Suisse door UBS was volgens de krant immers “een Zwitserse aangelegenheid”.

### Berisping voor overtreden bankierseed
Op 13 april 2023 werd Hamers in hoger beroep alsnog berispt voor het overtreden van de Nederlandse gedragscode voor bankiers. De beroepscommissie van Tuchtrecht Banken stelde dat hij die code heeft overtreden vanwege het - binnen enkele dagen ingetrokken - controversiële voorstel van de Raad van Commissarissen uit 2018 om zijn salarispakket bij ING in een klap met 50 procent te verhogen, tot ruim € 3 miljoen per jaar. De salarisverhoging is nooit doorgevoerd, maar Hamers had het voorstel volgens de beroepscommissie in een eerder stadium moeten afwijzen. En in plaats van in één keer verhogen, had volgens de commissie de salarisverhoging ook in stappen gekund. Het was de eerste keer dat een bestuursvoorzitter van een bank in Nederland een berisping kreeg voor zijn gedrag. Naast Hamers ontvingen ook voormalig voorzitter van de Raad van Commissarissen van ING Jeroen van der Veer en voormalig ING-commissaris Henk Breukink, een berisping.
Eerder oordeelde de tuchtcommissie nog dat de omstreden salarisverhoging onhandig was, maar wel volgens de regels. Ook de Commissie van Beroep van Tuchtrecht Banken oordeelde dat de beloningsconstructie binnen de geldende regels paste en dat er geen aanleiding was om te twijfelen over de integriteit van de betrokkenen. Wel oordeelde de commissie dat de gedragsregels uit de gedragscode zijn overtreden omdat het maatschappelijk vertrouwen in banken geschaad werd. De Commissie van Beroep achtte een strenge afkeuring van het gedrag in de vorm van een berisping voldoende.

### Strafrechtelijke vervolging
Na vier jaar onderzoek concludeerde het Openbaar Ministerie op 18 december 2024 dat er onvoldoende bewijs was om Ralph Hamers strafrechtelijk te vervolgen. Op 9 december 2020 had het Gerechtshof Den Haag besloten dat Hamers persoonlijk moest worden vervolgd vanwege het niet naleven van de Wwft bij ING Nederland, wat in zijn tijd als bestuursvoorzitter van ING Groep had plaatsgevonden en waaromtrent ING Nederland met de FIOD in 2018 een recordschikking had getroffen. De Stichting Onderzoek Bedrijfs Informatie (SOBI) onder aanvoering van Pieter Lakeman had een zogenoemde artikel 12 Strafvordering-procedure aangespannen. Daarmee werd het Gerechtshof verzocht om het Openbaar Ministerie te bevelen om tot persoonlijke strafvervolging over te gaan. "De feiten zijn ernstig, met de bestuurder zelf is geen schikking getroffen en evenmin heeft hij publiekelijk verantwoordelijkheid genomen voor zijn handelen", aldus het Gerechtshof.
Eerder had het OM ook al verklaard dat onderzoek “onvoldoende bewijs” had opgeleverd om bestuurders individueel verantwoordelijk te houden en dat zij “niet op een strafrechtelijk verwijtbare manier” verantwoordelijk waren. Nu kwam het OM tot dezelfde conclusie, op basis van nieuw onderzoek en het horen van een groot aantal getuigen. Het OM gaat daarom het Gerechtshof Den Haag vragen om het strafrechtelijk onderzoek naar Hamers te staken. Normaliter volgt het Hof in dergelijke bewilligingsverzoeken het besluit van het OM.

## Privé
Ralph Hamers is getrouwd en is vader van een tweeling.